# История на Албания
Историята на албанските земи може да се проследи от около 3000 г. пр.н.е., с ранните записки, касаещи Илирия в гръко-римската историография. Съвременната територия на Албания няма съответствие и име в древността, като се състои от части от римските провинции Далмация (южната част на Илирия), Македония (отчасти Нов Епир), и Горна Мизия. Територията остава под римски (по-късно византийски) контрол до славянските миграции през 7 век, и е присъединена към българското царство през 9 век.
Териториалното ядро на албанската държава са формира през Средновековието, като Княжество Арбърия и по време на сицилианската зависимост, когато е известно като Кралство Албания. Първите записки за албанския народ като отделен етнос също са от този период. Районът е превзет от сръбското царство, а по-късно преминава към Османската империя през 15 век. Земите остава под контрола на турците като част от провинция Румелия до 1912 г., когато е обявена първата независима държава на албанците, след кратка окупация от Кралство Сърбия.
Формирането на албанското национално съзнание датира от края на 19 век и е част от възхода на национализма на етносите в Османската империя. Краткотрайната монархия (1914-1925) е наследена от още по-кратко просъществувалата първа Албанска република (1925-1928), която е заменена от друга монархия (1928-1939), завладяна от фашистка Италия по време на Втората световна война. След краха на силите на Оста, Албания става комунистическа държава, Социалистическа народна република Албания, която в по-голямата част от съществуването си е доминирана от Енвер Ходжа (починал през 1985 г.). По време на разпадането на Източния блок в края на 1980-те години, държавата е ръководена от политическия наследник на Ходжа, Рамиз Алия.
Комунистическия режим пада през 1990 г. На следващата година е основана Република Албания, а бившата комунистическа партия е преизбрана на изборите през март 1992 г., на фона на икономически срив и социално недоволство. През 1990-те години следват допълнителни кризи и недоволство, което достига връх в безпорядъците от 1997 г. Това води до масова емиграция на албанците, най-вече в Италия, Гърция, Швейцария, Германия и Северна Америка. През 2009 г. Албания става пълноправен член на НАТО. Страната кандидатства за присъединяване към Европейския съюз.

## Османско управление
След битката под османски контрол попадат всички северноалбански земи с Круя - до Улцин. Османците се оттеглят, запазвайки под прекия си контрол единствено Костур.  В опозиция на тази политика, е създадената от местни владетели известна Лежка лига, която със смъртта на Скендербег престава да съществува, а от 1479 г. последна Шкодра преминава в османски ръце по силата на мирно венецианско-османско споразумение, постигнато през 1478 г. Тогава венецианският адмирал Томазо Малипиеро е натоварен от дожа да иска мир, пристигайки в края на пролетта за мирни преговори от Шкодра в Кюстендил (където се намира лагерът на османския владетел Мехмед II с дивана в състав от трима везири).

## След Балканските войни

### Независимост и република
През 1924 година правителството на Фан Ноли прави опит за провеждане на реформи, насочени към модернизирането на обществения и стопански живот в страната — унифициране на училищните програми, откриване на болници, законодателно утвърждаване на свободата на словото, събранията и организациите и разделението на властите, аграрна реформа.

### Управление на Ахмед Зогу
Реформите на Фан Ноли предизвикват недоволството на консервативните кръгове в страната и байрактарите се вдигат на бунт. Ахмед Зогу влиза в страната с десетхилядна югославска войска и сваля правителството. След като оглавява правителството и вътрешното министерство, той забранява опозиционните партии, налага цензура на печата, установява едноличен контрол над полицията, жандармерията и армията и си присовява правото на пълно вето върху гласуваните от парламента закони.
През 1928 година Ахмед Зогу разпуска парламента, свиква учредително събрание и Албания е обявена за наследствена монархия, а самият той — за неин крал. През следващите години Албания силно се сближава с Италия, която под ръководството на Бенито Мусолини води империалистическа политика. Италия отпуска на Албания значителни заеми в замяна на преференциални мита и откриване на италиански училища в Албания. След като италианците предявяват ултимативно искане за създаване на италиански военни бази в двете основни албански пристанища, въвеждане на обучение по италиански език в албанските училища и получаване на концесии за добива на нефт, Ахмед Зогу напуска Албания с част от хазната.

### Италианска окупация
На 7 април 1939 г. италианските войски нахлуват в Албания и бързо я окупират. Кампанията е част от амбициите на фашисткия лидер Бенито Мусолини да изгради италианска империя и е предхождана от операцията в Абисиния, но за разлика от нея е успешна. Инвазията е водена от ген. Алфредо Гуцони, а италианските войски са разделени на три групи. Най-важна е първата, която е разпределена на четири колони, всяка от които акостира в албанско пристанище, след което поема към важна стратегическа цел във вътрешността. Албанските сили правят опит да окажат съпротива, но бързо са сломени и още на 12 април италианците влизат в столицата Тирана. Изправен пред разгром, албанският крал Зогу I бяга от страната, която е обявена за италиански протекторат. Отначало той е оглавен от видния местен земевладелец Шевкет Верлачи, а скоро след това от Франческо Яакомони, носещ титлата ген.-лейтенант на краля. За около година Италия практически превръща Албания в своя колония и я използва като база за нахлуването в Гърция през октомври 1940 г.

### Германска окупация
След капитулацията на Италия през 1943 година, страната попада под германско управление. По това време се активира комунистическата съпротива Албания.

### Комунистическо управление
След петте години на политически вълнения в края на Втората световна война комунистическите лидери Енвер Ходжа и Мехуд Шеху се издигат като доминиращи фигури в Албания. Първоначално те се концентрират върху обезопасявянето и поддържането на позициите, които заемат, а впоследствие и върху запазването на независимостта на страната от Югославия и утвърждаване на тоталитарната комунистическа система. Ходжа създава култ към личността си, който го издига до статус на безпогрешен водач. Когато той умира през 1985 година, по територията на цялата страна се състоят внушителни траурни церемонии.

## Посткомунистически период
След срива на комунистическите режими в Източна Европа правителството на Албания започва да търси тесни връзки със Запада, с цел да подобри икономическото състояние на страната. По тази причина са направени начални демократични реформи, включително и многопартийни избори през 1991 година. През 1992 година Демократическата партия печели изборите и взема контрол над страната.
През 1997 година Социалистическата партия печели парламентарните избори. Президентът Сали Бериша подава оставка и Социалистическата партия издига на неговата длъжност свой представител – Реджеп Мейдани. Лидерът на партията Фатос Нано заема поста министър-председател до октомври 1998 година, когато подава оставка в резултат на много напрегната ситуация в страната, породена от убийството на бележит лидер от Демократическата партия. Неговото място до 1999 година заема Пандели Майко, който е сменен от Илир Мета. Изборите през 2000 година отново са спечелени от Социалистическата партия.
Въпреки че Албания е направила първите крачки към демократична реформа, има сериозни недостатъци в избирателния кодекс, което проличава на парламентарните изборите през юни 2001 година. Международни наблюдатели оценяват изборите като приемливи, но Съюзът на победителската коалиция, който остава на второ място, оспорва резултата и бойкотира парламента до 31 януари 2002 година. Социалистите избират отново Илир Мета за министър-председател през август 2001 година. Той заема този пост до февруари 2002, когато подава оставка, поради вътрешнопартийни конфликти. На негово място е издигнат отново Пандели Майко.

### Протести през 2011
След телевизионно излъчване, показващо депутатът Илир Мета, опитващ се да се намеси в решението за награждаването на договор за построяването на електрическа централа, избухват протести срещу правителството на Сали Бериша, съставено от Социалистическата партия, в които участват около 20 000 души в Тирана, и които се превръщат в насилствени с трима мъртви. Опозицията в страната обещава да продължи с антиправителствените протести.
Еди Рама, кметът на столицата на Албания, Тирана, и лидер на Социалистическата партия, обвинява Бериша за мъртвите и казва, че ще бъде обявен ден на траур. „След като почетем мъртвите, уверяваме Бериша, че го изправим пред всички исторически и граждански отговорности, защото чувстваме, че трябва да се отървем от този нетърпим режим на крадци.“ Бериша отговаря като иска подкрепящите го да организират масиран протест срещу насилието. „Аз искам албанците да се съберат на 26 януари в Тирана за да протестират срещу насилието. Ще бъде голяма демонстрация срещу насилието. Аз предупреждавам Еди Рама и последователите му, че те ще видят пълната сила на закона ако посмеят да докоснат правителствените институции.“ По-рано той казва, че „Албания не е в бедствено положение и няма да премине в такова. Но сценарии на насилие няма да бъдат толерирани.“ Той също обвинява Рама в опит да подклади въстание като това в Тунис.